# Jean Leccia
 (janvier 2023).
Si vous disposez d'ouvrages ou d'articles de référence ou si vous connaissez des sites web de qualité traitant du thème abordé ici, merci de compléter l'article en donnant les références utiles à sa vérifiabilité et en les liant à la section « Notes et références ».
Pour les articles homonymes, voir Leccia.
Jean Leccia (connu aux États-Unis sous le pseudonyme Jon Lexia), né le 19 février 1935 à Lyon et mort le 10 janvier 2023 à Paris, est un compositeur, arrangeur, pianiste et chef d'orchestre français.
Abordant divers genres musicaux tels que le jazz, la pop musique, la variété, la musique de ballets, la musique électronique et parfois la musique classique, il a collaboré avec de nombreux artistes dont Charles Aznavour, Édith Piaf, Charles Trenet, Line Renaud etc. Il est aussi le compositeur de plusieurs musiques de films et séries TV comme le feuilleton culte Les Saintes Chéries. Jean Leccia a également travaillé plusieurs années aux États-Unis où il a composé de nombreuses musiques de shows et de ballets. Il a aussi enregistré des disques sous le label MGM.

## Biographie
Enfant prodige, Jean Leccia commence la musique à l'âge de cinq ans. À neuf ans, il entre au Conservatoire de Musique de Lyon où il étudie le solfège, le piano, l'accompagnement ainsi que l'harmonie et le contrepoint. À quatorze ans il joue dans des bals et des galas pour financer ses études. Il passe ses examens avec succès et obtient un 1er prix de solfège, de piano, d'harmonie, ainsi qu'un 2e prix d'accompagnement.

### Carrière musicale

#### Années 1950
En 1952, le chef d'orchestre latino-américain Benny Bennet donne un concert à Lyon et son pianiste étant tombé malade, il est remplacé sur les conseils de musiciens lyonnais par Jean Leccia alors âgé de quatorze ans. Impressionné par la performance de ce jeune pianiste qui assura la partie de piano sans avoir répété, il lui conseille de venir à Paris à la fin de ses études, lui promettant de l'aider.
En 1954, Jean Leccia vient à Paris et prend contact avec Benny Bennet, qui tient sa promesse et le recommandera à de nombreux musiciens et chefs d'orchestre. Il va alors perfectionner son métier en jouant dans différents orchestres de danse, de tango, de musique cubaine et de jazz. Il sera aussi pianiste-répétiteur pour les spectacles du Moulin-Rouge.
En 1955, s'étant forgé peu à peu une solide réputation dans le show-business, il est présenté par le chanteur Jean Bertola à Charles Aznavour qui, après l'avoir auditionné, l'engage comme pianiste.
À partir de 1956, il devient son chef d'orchestre et arrangeur.
En 1957, début d'une longue série de disques sous le nom de Jean Leccia, ainsi que sous les pseudonymes " Les Ambassadors", " Play Boys ", et " Les Coulisses ". De plus en plus sollicité par des artistes de variété, il enchaîne les séances d'enregistrement.
Il signera, dans les années qui suivent, plusieurs centaines d'arrangements, devenant ainsi l'un des arrangeurs français les plus prolifiques.
Il compose aussi des musiques de ballet pour l'Alhambra, l’Olympia et le Casino de Paris.
Dans ses premiers disques d'orchestre, il innove avec une formule mélangeant trombones et grand orchestre à cordes. Il utilisera parfois cette idée pour accompagner Charles Aznavour et d'autres chanteurs.
À 19 ans, il rencontre le réalisateur Bernard Borderie et fait ses débuts dans le domaine difficile de la musique de film avec : Ces dames préfèrent le mambo, sur une musique de Charles Aznavour.
Entre 1958 et 1959, toujours pour Bernard Borderie, il signe les musiques pour Le Gorille vous salue bien, La Valse du Gorille et Délit de fuite, ainsi que pour La Nuit des traqués du réalisateur Bernard Roland.
Sur l'initiative de l'éditeur Raoul Breton, il enregistre quatre chansons pour Charles Trenet dont La vie est une aventure et Les Trois Roses.

#### Années 1960
En 1960, à cause d'un emploi du temps chargé ( séances d'enregistrement en studio et musiques de films ), Jean Leccia cesse sa collaboration avec Charles Aznavour. La même année, il compose la musique du film " Cocagne " de Maurice Cloche avec Fernandel, et rejoint le label Ricordi.
Il participe en tant que chef d'orchestre et compositeur-arrangeur, au spectacle de Georges Ulmer Music-hall Miracle à l'Alhambra. À la même époque, il devient sociétaire définitif de la Sacem.
En 1961, il enregistre Porgy and Bess qu'il réorchestre pour la chanteuse de jazz June Richmond. 
En 1962, Jean Leccia enregistre un disque instrumental Hommage à Édith Piaf, Édith Piaf écoute cet album et demande à le rencontrer. Ce sera le début d'une collaboration qui permettra à Jean Leccia d'arranger une quinzaine de titres pour la chanteuse dont À quoi ça sert l'Amour, Une valse, Ça fait drôle, Emporte-moi, Le Diable de la Bastille et Roulez Tambours.
La même année, il enregistre avec Charles Dumont, Théo Sarapo, Claude Figus et compose la musique du film Tartarin de Tarascon de Francis Blanche.
Entre 1963 et 1964, il compose et arrange plusieurs chansons pour différents artistes dont Nancy Holloway, Éric Charden, Jean-Pierre Ferland, Francis Linel, etc.
Il participe en tant qu'arrangeur et chef d'orchestre au disque de Dario Moreno Tropical Dario.
Il écrit deux musiques de ballets pour le spectacle de Gilbert Bécaud à l'Olympia.
C'est en 1965 qu'il compose la musique de la célèbre série télévisée Les Saintes Chéries, dont le générique devient un tube.
Cette même année, il décide de suivre des études de direction d'orchestre avec Pierre Dervaux à l'École Normale de Musique, et perfectionne sa technique du contrepoint avec André Hodeir avec qui il étudiera aussi l'analyse musicale.
En 1966, il cosigne avec Loulou Gasté la musique, et écrit les arrangements des ballets pour la revue du Casino de Paris " Désirs de Paris " avec Line Renaud.
En 1967, à la demande de la productrice Florence Apcar, il compose la musique du spectacle 'La Dolce Mini-girls pour l'hôtel Riviera de Las Vegas.
Grâce au succès de cette production, il est engagé la même année par le Dunes Hotel pour écrire la musique du show Casino de Paris.
Étant de plus en plus sollicité pour composer des musiques de spectacles et de ballets, il décide de s'installer à Las Vegas où il résidera jusqu'à 1994.
Il se voit alors proposer un contrat de 4 ans renouvelable avec le " Dunes Hotel " en tant que Compositeur et Arrangeur. Cette collaboration durera jusqu'en 1983.
Il forme le groupe vocal The Jean Leccia Singers, qui se produira dans les shows Casino de Paris.

#### Années 1970

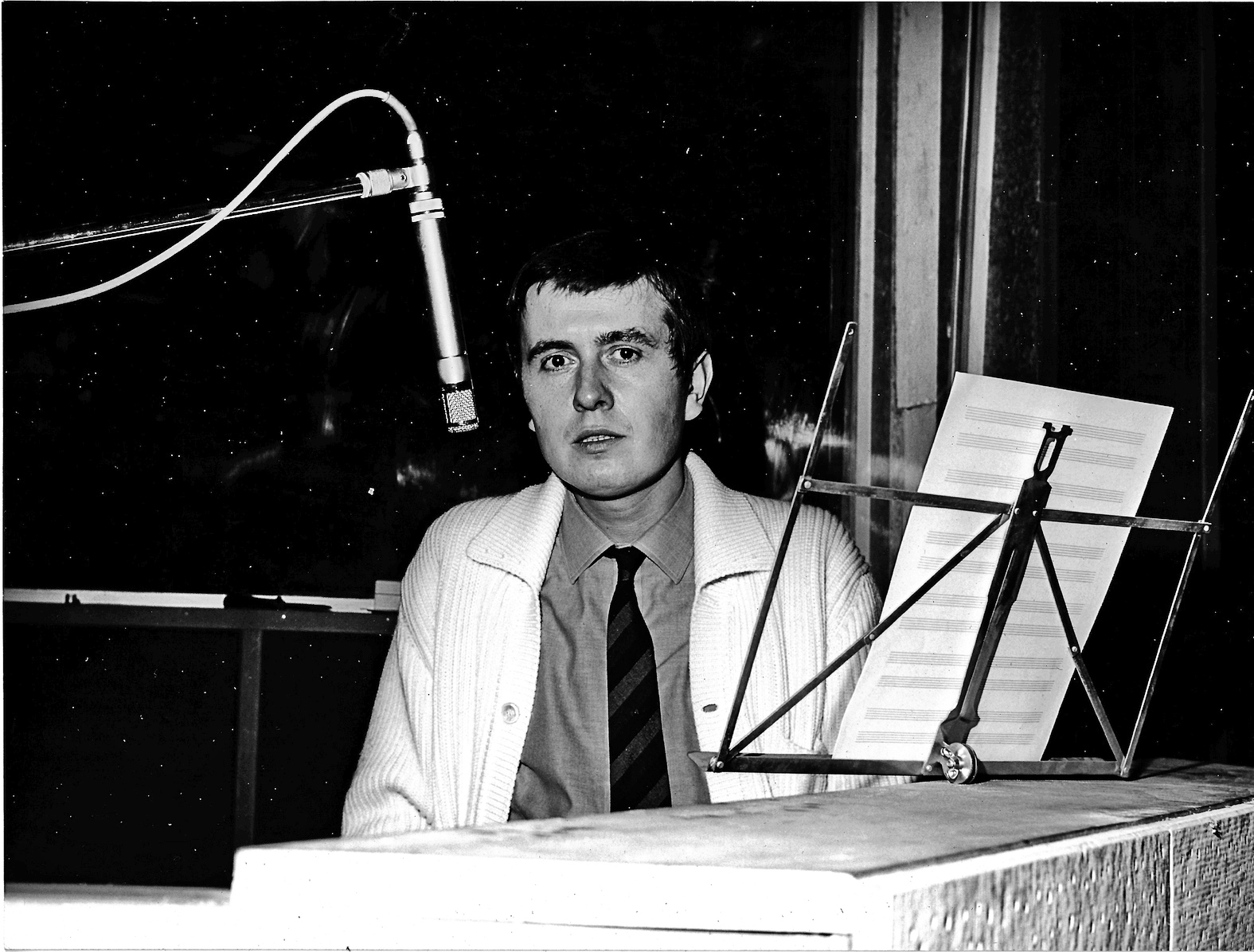
Jean Leccia en studio en 1970.

Parallèlement à ses activités d'arrangeur, il forme un groupe pop pour lequel il écrit des chansons dans un style fusion mélangeant jazz, rock et musique soul.
En 1971, il enregistre à Los Angeles l'album Jean Leccia Interpolation, remixé sous le nom de Lexia pour le label MGM, produit par Mike Curb.
Il représente la même année les États-Unis au festival de la chanson de Tokyo, et obtiendra la 3e place du palmarès avec la chanson Lovelight.
En 1976, il signe un nouveau contrat avec le Dunes Hotel en tant que chef d'orchestre, compositeur, arrangeur et directeur musical.
Son orchestre de 18 musiciens est composé des meilleurs éléments de Las Vegas.
Jean Leccia continue néanmoins de composer et arranger les musiques de nombreux spectacles produits à Las Vegas, Reno, Lac Tahoe et Mexico.

#### Années 1980 à 2000
En 1980, à la demande de Don Costa arrangeur de Frank Sinatra, il dirige l'orchestre et écrit la moitié des arrangements du spectacle de la chanteuse Marlène Ricci, produit par Frank Sinatra.
En 1985, fin de sa collaboration avec le Dunes Hotel.
À partir de cette époque, il s'intéresse de plus en plus à la musique électronique, aux synthétiseurs et à l'informatique. Il comprend que ces nouveaux outils vont lui donner une plus grande liberté de création, non liée aux habituelles contraintes économiques.
Désireux de renouer avec ses racines, il partage son temps entre les États-Unis et la France.
Il commencera dès lors à écrire de nombreuses musiques de publicités : Volkswagen, Audi, Magasins Continent, Air Afrique, Charles Jourdan, Lait Candia, etc.
En 1987, il commence des études de musique sérielle et métatonale avec Claude Ballif qui lui demandera quatre mois plus tard, de composer une suite dodécaphonique. Après l'avoir lue et émis quelques critiques, il lui propose de suivre sa classe d'analyse musicale en tant qu'auditeur au CNSM.
En 1989, retrouvaille avec Charles Aznavour pour un « Spécial Aznavour » à l'émission Champs-Élysées de Michel Drucker où Jean Leccia dirige l'orchestre et réarrange toutes les chansons.
En 1990, composition d'une suite orchestrale pour un film institutionnel à la demande de la société Charles Jourdan.
En 1992, Jean Leccia rentre définitivement en France, et participe à l'ouvrage L'Ouverture métatonale, publié aux éditions Durand en 1992, en signant un article traitant de l'approche métatonale de l'œuvre Sinfonia de Luciano Berio. Il conclura son article par les lignes suivantes : « Quel que soit l’exhaustivité du travail d’investigation effectué sur une œuvre musicale accomplie, l’analyse est condamnée à l’inachèvement. Le chef-d’œuvre demeure insondable, l’analyste se contentera d’en imaginer les trésors dissimulés derrière la splendeur ambigüe de ses apparences multiples ».
Il commence à écrire pour certains artistes dont Fred Mella, un ancien des Compagnons de la chanson, et arrange trois titres pour Gilbert Bécaud (La Ballade Américaine, Du sable dans les mains et Une vie dans un torrent) à la demande de son chef d'orchestre Bernard Arcadio. À sa grande déception, son nom ne sera pas mentionné sur la pochette du disque.
En 1995, pour l'album de Dalida Comme si j'étais là..., Jean Leccia réarrange la chanson Il venait d'avoir dix huit ans pour un orchestre de chambre classique.
À partir de 1995, il compose des musiques d'illustrations sonores pour le label Encore Merci réalisant plusieurs CDs.
En 2002, il écrit trois arrangements pour l'album de Michel Leeb et Count Basie Orchestra Bon Basie de Paris (Retour à Paris, Vous qui passez sans me voir et Insensiblement).
Il compose également de la musique pour différents médias (documentaires, publicités, films institutionnels, illustration sonore).

### Vie privée

#### Vie de couple
Après plusieurs années de vie commune, Jean Leccia épouse Aimée Gandois en 2002.

#### Mort et obsèques
Il meurt à l'âge de 87 ans le 10 janvier 2023 à Paris. Ses obsèques se tiennent le 26 janvier à Vitry-sur-Seine (Val-de-Marne).

## Chansons et spectacles

### En tant que compositeur (également sous le pseudonyme George Feeling)
Nombreuses musiques de chansons interprétées notamment par : Petula Clark, Éric Charden, Maurice Chevalier, Nancy Holloway, Jean-Pierre Ferland, Gil Caraman, Catherine Spaak, Francis Linel, Les Sunlights, Micheline Ramette, Billy Nencioli, Pat Henderson, Ed Whiting, etc.
Charles Aznavour a écrit les paroles et interprété Tant que l'on s'aimera sur une musique de Jean Leccia.
Compositeur de plusieurs musiques de film dont Le Gorille vous salue bien.
Auteur de nombreuses musiques de ballet jazz, pop et classiques.
Enregistre avec son groupe pop Lexia un disque pour la MGM qui lui permettra de représenter les États-Unis au festival de Tokyo (3e place).
A composé onze musiques de spectacles pour les États-Unis à Las Vegas, Reno, Lake Tahoe.
Compose des musiques d'illustration pour les chaînes du câble et du satellite, ainsi que des documentaires.
Sa musique fait la synthèse entre la musique classique, la musique pop anglo-saxonne, le jazz et la musique électronique. Ses compositions sont parfois orientées « musique de film » et très orchestrées.

### En tant qu'arrangeur et chef d'orchestre
Jean Leccia a arrangé et dirigé des séances pour un nombre impressionnant de chanteurs ( plus de 600 titres ) dont: Charles Aznavour, Édith Piaf, Charles Trenet, Éric Charden, Jean-Jacques Debout, Charles Dumont, Nancy Holloway, Michel Leeb, René-Louis Lafforgue, Francis Linel, Mireille Mathieu, Dario Moreno, Line Renaud, Théo Sarapo, June Richmond, Yves et Patricia (future Guesch Patti), etc.
Il a dirigé plusieurs spectacles à l'Olympia et l'Alhambra en tant que chef d'orchestre pour Édith Piaf, Charles Aznavour, Georges Ulmer.
Disques de chants chez AZ (Europe No 1) dont Déjà marié.
Il a assuré plusieurs shows télévisés en tant que chef d'orchestre et arrangeur avec Jean-Christophe Averty et Claude Barma.

## Filmographie
Jean Leccia a composé plusieurs musiques de film dont :
- 1957 : Ces dames préfèrent le mambo de Bernard Borderie (musique de Charles Aznavour, arrangée et dirigée par Jean Leccia).
- 1958 : Le Gorille vous salue bien de Bernard Borderie
- 1959 : La Valse du Gorille de Bernard Borderie
- 1959 : Délit de fuite de Bernard Borderie
- 1959 :  La Nuit des Traqués[8] de Bernard Roland
- 1960 : Cocagne de Maurice Cloche
- 1961 : Réveille toi chérie[9] de Claude Magnier
- 1962 : Tartarin de Tarascon de Francis Blanche et Raoul André
- 1973 : Dionysos noir de Roger Garaudy

## Télévision
- 1963 : Un coup dans l'aile de Claude Barma, téléfilm
- 1965 : Les Saintes Chéries, 1re série
- 1968 : Les Saintes Chéries, 2e série
- 1970 : Les Saintes Chéries, 3e série

## Court-métrage - Documentaires
- Le Bateau - de Claude Renoir et Evangéline Barbusse
- The Race - Documentaire diffusé aux États-Unis et dans 20 pays

## Dessins animé
- Rex policier de la planète - Canal+

## Musiques de publicités radio et TV
Audi, Charles Jourdan, Le Chat, Air Afrique, Nestlé, Continent, Volkswagen, Edf, American Airlines, Singapour Airlines, Europe 1 et bien d'autres.

## Shows télévisés
- 1962 : Hommage à Édith Piaf de Jean-Christophe Averty
- 1966 : Discorama de Denise Glaser
- 1966 : Moi j'aime d'Aimée Mortimer
- 1989 : « Spécial Aznavour » émission Champs-Élysées de Michel Drucker

## Spectacles - Shows - Ballets
- 1956 : Charles Aznavour à l'Alhambra
- 1959 : Charles Aznavour à l'Alhambra
- 1960 : Music-hall " Miracle " à  l'Alhambra de Georges Ulmer
- 1966 : Gilbert Bécaud à l'Olympia (musiques des ballets du spectacle)
- 1966 : Line Renaud au Casino de Paris : " Désirs de Paris "[10](musiques des ballets cosignés avec Loulou Gasté)

## Shows aux États-Unis en tant que compositeur et arrangeur
Jean Leccia ( John Lexia ) a composé et orchestré plus de 20 musiques de ballet pour les spectacles suivants :
- 1967 : La Dolce Mini-Girls (musique et arrangements) - Production Florence Apcar
- 1968 : Casino de Paris (musique et arrangements)
- 1970 : Casino de Paris (musique et arrangements)
- 1971 : Vive les Girls (musique et arrangements)
- 1972 : Casino de Paris (musique et arrangements)
- 1973 : French Love Connection (musique, arrangements et direction d'orchestre)
- 1974 : Casino de Paris (musique et arrangements)
- 1976 : Casino de Paris (musique, arrangements et direction d'orchestre)
- 1978 : Casino de Paris (musique, arrangements et direction d'orchestre)
- 1980 : Show Marlène Ricci (direction d'orchestre, arrangements en collaboration avec Don Costa)
- 1981 : Casino de Paris (musique, arrangements et direction d'orchestre)

De nombreuses musiques de ballet écrites pour les shows précédents ont été reprises et réorchestrées pour des spectacles joués à Reno, Lake Tahoe et Mexico.

## Autres
- 1997 : Paris Music - Jean Leccia avec la collaboration de Patrice Serre
- 1999 : Emotion Pictures - Jean Leccia avec la collaboration de Patrice Serre
- 1999 : Landscape Variations - Jean Leccia avec la collaboration de Lyonel Bauchet

## Discographie

### Disques instrumentaux (adaptations et compositions orchestrales)

#### Jean Leccia et son orchestre de 1957 à 1962

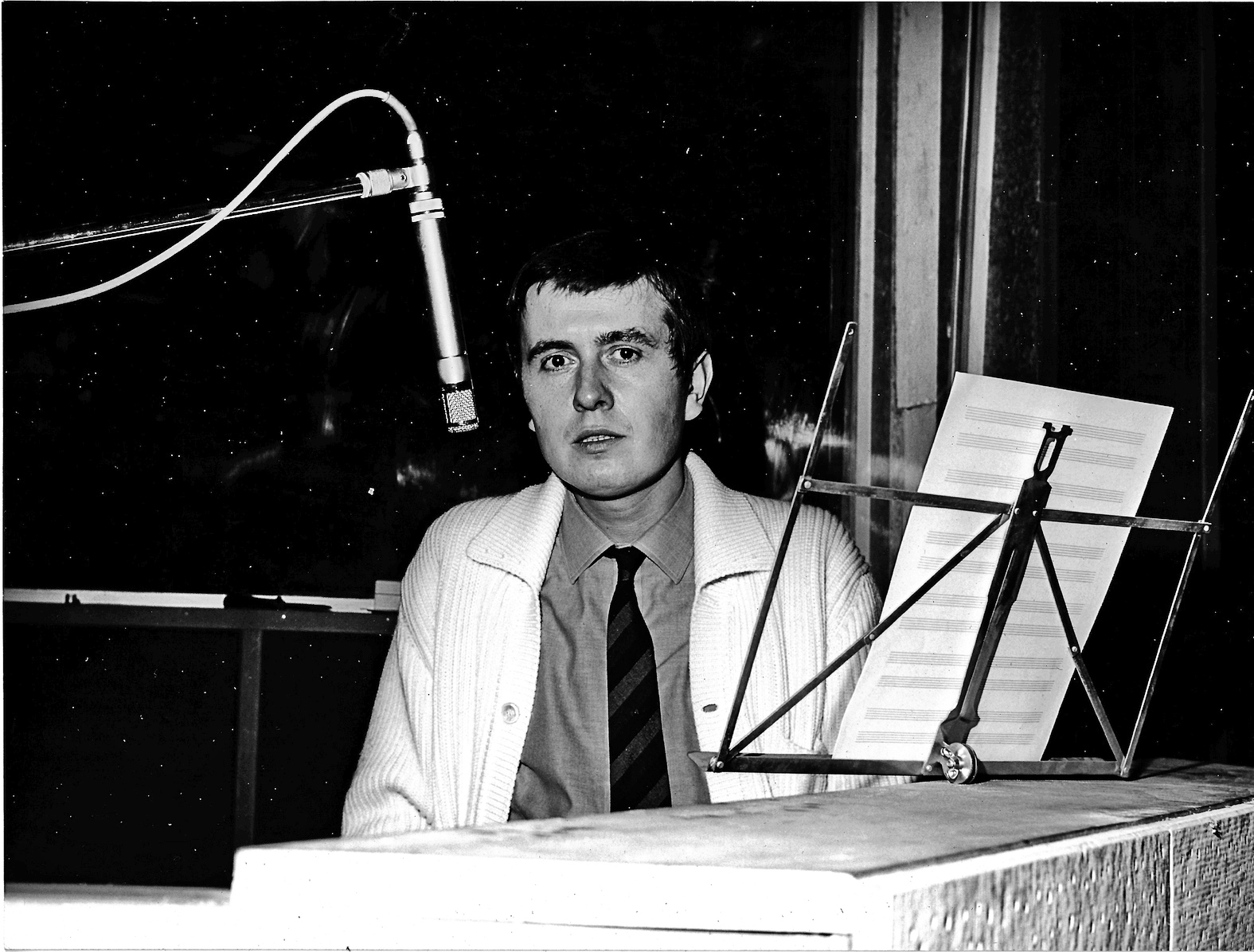
Jean Leccia en studio en 1970.

- Astiquez les cuivres  - 45 tours -
- Viens danser  - 45 tours -
- Panorama Cole Porter  - 45 tours -
- Old devil moon   - 45 tours -
- Notre concerto   - 45 tours -
- Tom Pillibi   - 45 tours -
- That old black magic   - 45 tours -
- Mon amour   - 45 tours -
- Partir un matin   - 45 tours -
- L'homme et le cheval   - 45 tours -
- Oh Chaucoun   - 45 tours -
- Merci mon Dieu   - 45 tours -
- L'homme au complet blanc   - 45 tours -
- L'amour à fleur de cœur   - 45 tours -
- Le cavalier des steppes   - 45 tours -
- Jean Leccia au Casino de Paris   - 45 tours -
- Mon ami Aznavour   - 33 tours -
- Hommage à Edith Piaf   - 33 tours -
- Non je ne regrette rien   - 45 tours -

#### Les Ambassadors - Jean Leccia
- 1961 : Twist Twist Twist - 45 tours -
- 1962 : Locomotion - 45 tours -
- 1962 : Ah! quelle époque - 33 tours -
- 1962 : Le Madison - 45 tours -
- 1963 : Bossa nova - 45 tours -
- 1963 : Hardi les copains - 45 tours -

#### Play Boys - Jean Leccia
- 1960 : Les marrons chauds - 45 tours

#### Les Coulisses - Jean Leccia
- 1968 : Le gai laboureur - 45 tours

#### Disques États-Unis
- 1972 : Jean Leccia Interpolation - 33 tours - Lead singers : Pat henderson et Ed Whiting
- 1973 : Lexia Remix - 33 tours - Lead singers : Pat henderson et Ed Whiting

#### Autres
- 1997 : Paris Music - Jean Leccia avec la collaboration de Patrice Serre
- 1999 : Emotion Pictures - Jean Leccia avec la collaboration de Patrice Serre
- 1999 : Landscape Variations - Jean Leccia avec la collaboration de Lyonel Bauchet

### Jean Leccia comme chanteur - compositeur et arrangeur
- 1965 : C'est un artiste - 45 tours -
- 1965 : Caravane - 45 tours -
- 1966 :  Déjà marié - 45 tours -

### Comme arrangeur et chef d'orchestre
- 1956 : - On ne sait jamais - Charles Aznavour
- 1956 : - Interdit aux moins de 16 ans - Charles Aznavour
- 1956 : - Aznavour se souvient de Roche et Aznavour - Charles Aznavour
- 1956 : - Édition spéciale No 5 - Charles Aznavour
- 1956 : - J'ai bu - Charles Aznavour
- 1956 : - Chante Aznavour, vol 2 - Charles Aznavour
- 1957 : - Jonathan - Les 4 de Paris
- 1957 : - J'en déduis que je t'aime - Charles Aznavour
- 1957 : - Sans l'amour de toi - Michèle Arnaud
- 1957 : - Quand une jolie fille passe - Les 4 de Paris
- 1957 : - Huit chansons de Charles Aznavour - Charles Aznavour
- 1957 : - Ay! Mourir pour toi - Charles Aznavour
- 1957 : - Charles dans la ville - Charles Aznavour
- 1957 : - Chante pour vous - Charles Aznavour
- 1957 : - Pour faire une jam - Elise Vallée
- 1958 : - A toi mon amour - Charles Aznavour
- 1958 : - Mon cœur à nu - Charles Aznavour
- 1958 : - Spécial 59 - Charles Aznavour
- 1958 : - La ville - Charles Aznavour
- 1958 : - Le jour où la pluie viendra - Jean Bertola
- 1958 : - Diana - Virginie Réno
- 1958 : - Amour, enfants et mandoline - Florence Véran
- 1958 : - Si je pouvais revivre un jour ma vie - Dany Dauberson
- 1958 : - Que puis je te donner ? - René-Louis Lafforgue
- 1959 : - Mes frères Manhattan Spiritual - Jean Leccia
- 1959 : - Tant que l'on s'aimera - Jacqueline François
- 1959 : - A Shangaï ou ailleurs - Guylaine Guy
- 1959 : - Chansons d'aujourd'hui - Charles Trenet
- 1959 : - Le piano de la plage - Charles Trenet
- 1959 : - C'est d'la musique - Félix Marten
- 1959 : - La taverne d'Attilio - Félix Marten
- 1959 : - J'en déduis que je t'aime - Charles Aznavour
- 1959 : - Les boutons dorés - Jean-Jacques Debout
- 1960 : - Liberté - Charles Aznavour
- 1960 : - Quelle soirée mes aieux ! - Félix Marten
- 1960 : - Mes premières chansons - Michèle Arnaud
- 1960 : - J'aime t'aimer - Jocelyne André
- 1960 : - La corde - Jean-Jacques Debout
- 1961 : - Voyage de noces - Sophie Darel
- 1961 : - Nuit de Chine - Francis Linel
- 1961 : - N'oublie jamais - Micheline Ramette
- 1961 : - Wendy - Jean-Louis Walmond
- 1961 : - Porgy and Bess - June Richmond
- 1962 : - Si petite - Sandra
- 1962 : - Ce soir à Luna Park - Sandra
- 1962 : - Les grands succès de Paris - Compilation
- 1962 : - Olympia 1962 - Édith Piaf
- 1962 : - Chez Sabine - Théo Sarapo
- 1962 : - Inconnu excepté de Dieu - Édith Piaf et Charles Dumont
- 1962 : - A quoi ça sert l'amour - Édith Piaf et Théo Sarapo
- 1962 : - Toi, tu l'entends pas - Édith Piaf
- 1962 : - Le droit d'aimer - Édith Piaf
- 1962 : - Olympia 1962 - Édith Piaf
- 1963 : - Tu n'es pas venu - Nancy Holloway
- 1963 : - Symphonie en bleue - Éric Charden
- 1963 : - Casoar - Éric Charden
- 1963 : - Écrire une chanson - Jean-Pierre Ferland
- 1963 : - T'en va pas comme ça - Franca di Rienzo
- 1963 : - Le cha cha cha - Francis Linel
- 1963 : - Où est l'amour en toi ? - Francis Linel
- 1963 : - Mes amis, mes copains - Catherine Spaak
- 1963 : - Girls Girls Girls - Danny Boy
- 1964 : - Avant de nous quitter - Francis Linel
- 1964 : - Mon cœur est un juke-box - Maurice Chevalier
- 1964 : - Les gens de la tournée - Renée Claude
- 1964 : - Rien ne pourra m'arriver - Serge Gregor
- 1964 : - Pour qui ? - Fla Karin
- 1964 : - Bye, bye - Nancy Holloway
- 1964 : - Mais moi je l'aime - Colette Rivat
- 1964 : - Il est bleu, il est gris - Yves et Patricia
- 1964 : - Après l'amour - Charles Aznavour
- 1965 : - Johnny, ce n'est pas un adieu - Bernadette Grimm
- 1965 : - Les pianos mécaniques - Gil Caraman
- 1965 : - Quand les guitares - Gil Caraman
- 1965 : - Si j'inventais l'amour - Claire Chevalier
- 1966 : - Mes amis, mes copains - Annie Philippe
- 1966 : - Jeanne d'Arc - Gil Caraman
- 1966 : - 4 Succès d'Aznavour - Jean Leccia et Noël Chiboust
- 1966 : - Désirs de Paris - Line Renaud
- 1969 : - Un peu plus loin - Jean-Pierre Ferland
- 1989 : - L'arc en ciel d'un quart d'heure - Fred Mella
- 1995 : - Il venait d'avoir dix huit ans de l'album Comme si j'étais là - Dalida
- 2002 : - Bon Basie de Paris - Michel Leeb

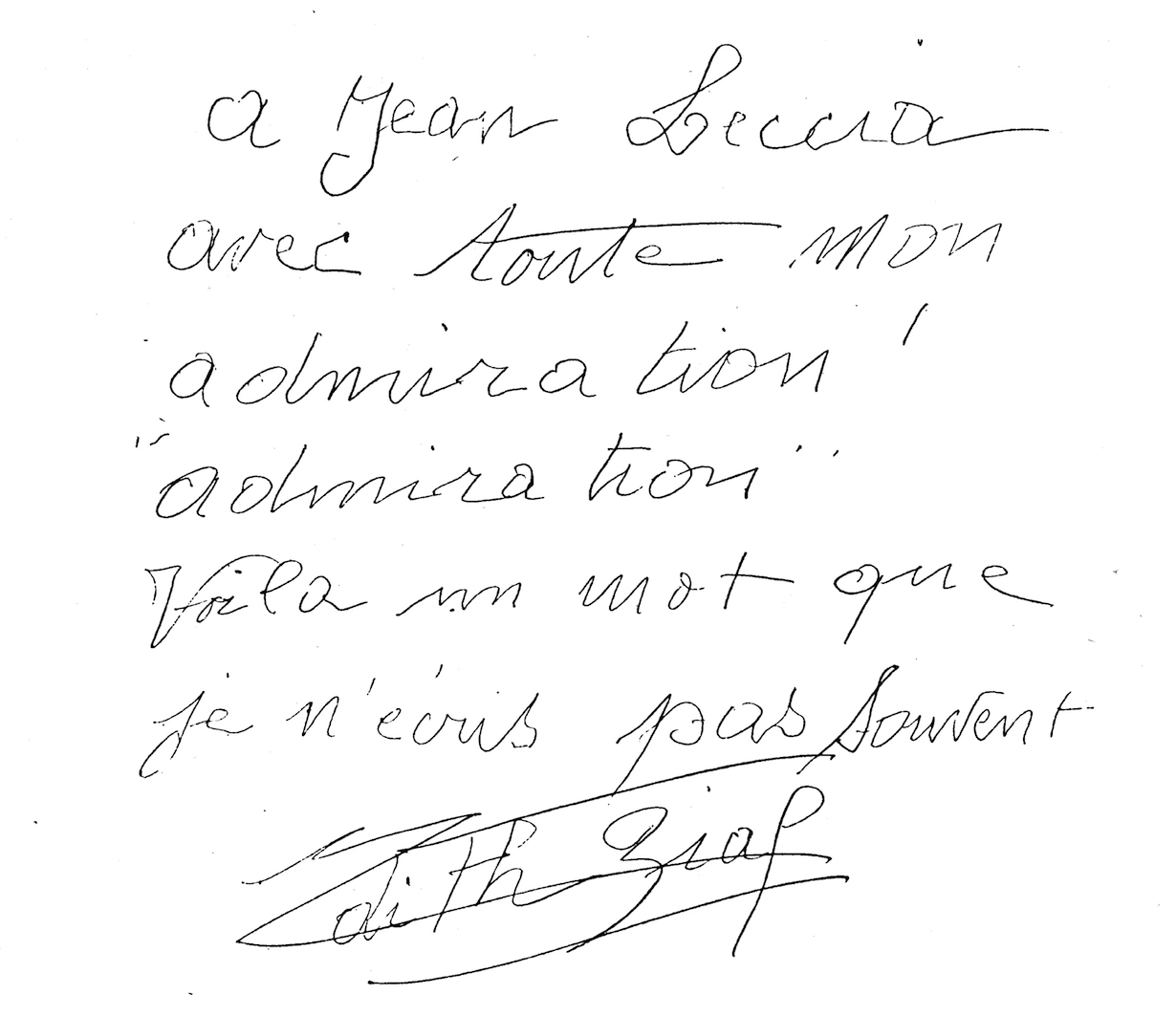
Dédicace d'Édith Piaf.